# Matthew Moylan

a Compétitions nationales et continentales officielles uniquement.

b Matchs officiels uniquement.
Matthew Moylan dit Matt Moylan, né le 16 juin 1991 à Baulkham Hills (Australie), est un joueur de rugby à XIII australien évoluant au poste d'arrière ou de demi d'ouverture. Il fait ses débuts en National Rugby League (« NRL ») avec les Panthers de Penrith lors de la saison 2013, franchise à laquelle il est toujours fidèle. Il a également revêtu le maillot de la sélection du « City » lors du City vs Country Origin depuis 2014 ainsi que la Nouvelle-Galles du Sud pour le State of Origin, enfin il a également été appelé en sélection d'Australie avec laquelle il participe au Tournoi des Quatre Nations 2016.

## Palmarès
- Collectif :
  - Vainqueur du Tournoi des Quatre Nations : 2016 (Australie).

### Détails en sélection
| Matchs internationaux de Matthew Moylan | Matchs internationaux de Matthew Moylan | Matchs internationaux de Matthew Moylan | Matchs internationaux de Matthew Moylan | Matchs internationaux de Matthew Moylan | Matchs internationaux de Matthew Moylan | Matchs internationaux de Matthew Moylan | Matchs internationaux de Matthew Moylan | Matchs internationaux de Matthew Moylan | Matchs internationaux de Matthew Moylan | Matchs internationaux de Matthew Moylan | Matchs internationaux de Matthew Moylan |
|                                         | Date                                    | Lieu                                    | Adversaire                              | Résultat                                | Compétition                             | Poste                                   | Points                                  | Essais                                  | Pen.                                    | Drops                                   |                                         |
| --------------------------------------- | --------------------------------------- | --------------------------------------- | --------------------------------------- | --------------------------------------- | --------------------------------------- | --------------------------------------- | --------------------------------------- | --------------------------------------- | --------------------------------------- | --------------------------------------- | --------------------------------------- |
| sous les couleurs de l'Australie        |                                         |                                         |                                         |                                         |                                         |                                         |                                         |                                         |                                         |                                         |                                         |
| 1.                                      | 28 octobre 2016                         | New Craven Park, Hull, Angleterre       | Écosse                                  | 54-12                                   | Quatre Nations                          | Arrière                                 | -                                       | -                                       | -                                       | -                                       |                                         |

### En club

#### Statistiques
| Saison | Club             | Compétition           | Matchs | Points | Essais | Goals | Drops |
| ------ | ---------------- | --------------------- | ------ | ------ | ------ | ----- | ----- |
| 2013   | Penrith Panthers | National Rugby League | 13     | 16     | 3      | 2     | 0     |
| 2014   | Penrith Panthers | National Rugby League | 26     | 53     | 9      | 7     | 3     |
| 2015   | Penrith Panthers | National Rugby League | 11     | 50     | 2      | 20    | 2     |
| 2016   | Penrith Panthers | National Rugby League | 21     | 19     | 4      | 0     | 3     |
| Total  | Total            | Total                 | 71     | 138    | 18     | 29    | 8     |